# 中里村 (新潟県刈羽郡)
中里村（なかさとむら）は、かつて新潟県刈羽郡にあった村。

## 沿革
- 1889年（明治22年）4月1日 - 町村制施行に伴い刈羽郡上谷内村新田、相ノ原村、新町村、二本柳村、法坂村、桐沢村が合併し、中里村が発足。村役場は旧新町村に設置[2]。
- 1910年（明治43年）から 1926年（大正15年）の間に、村役場を大字新町[3]より大字法坂[4]へ移転。
- 1949年（昭和24年）7月1日 - 刈羽郡横沢村、武石村、七日町村と合併し、小国村となり消滅。

## 行政

### 歴代村長
- 官選制村長時代
  - 中村俊司[5][6][7][8]（1933年ごろ - 1935年ごろ）
  - 青柳良吉[9][10][11][12][13]（1940年ごろ - 1944年ごろ）
- 民選制村長時代